# Friedhof Finkenriek

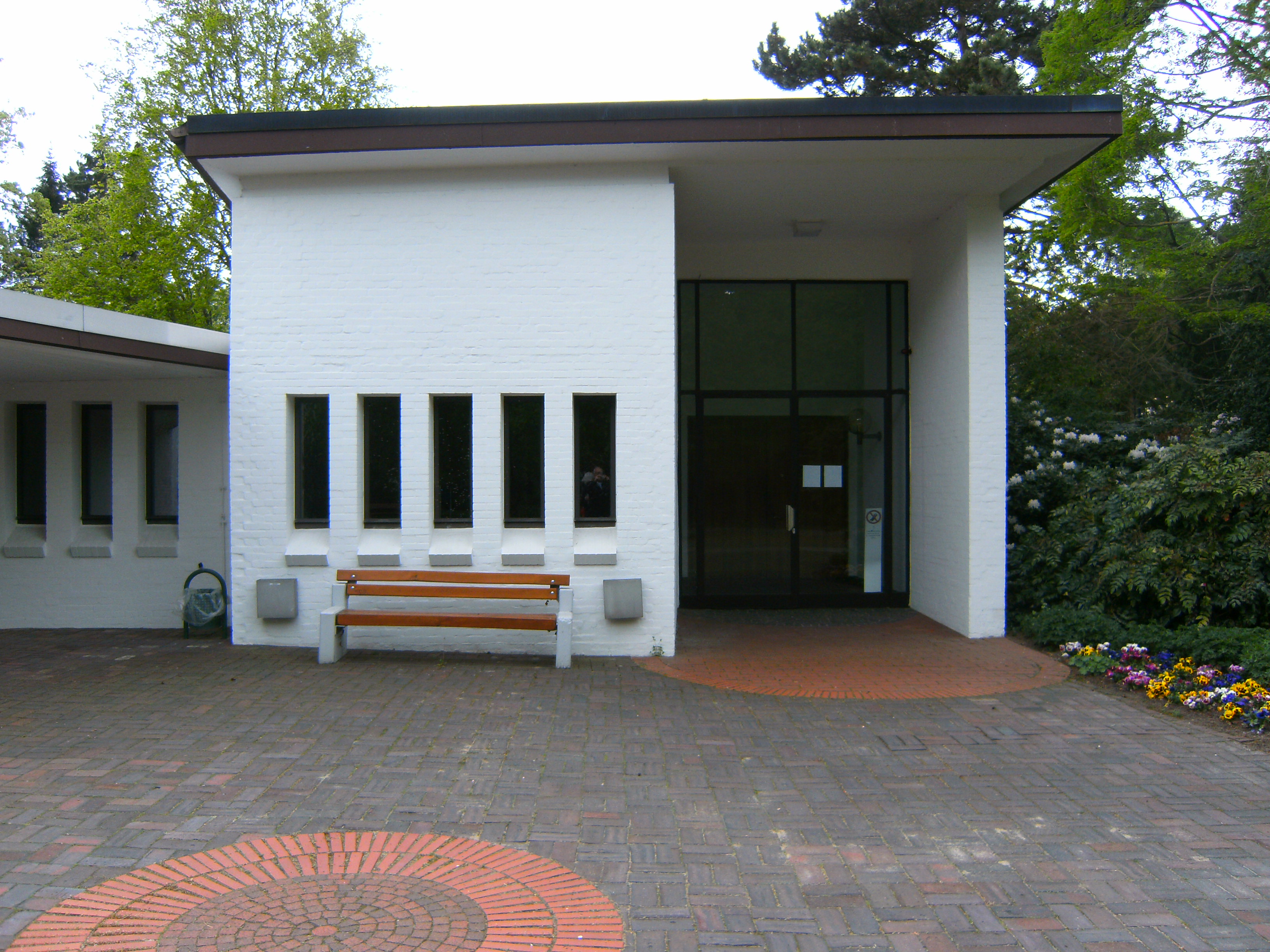
Friedhof Finkenriek: Südlicher Teil. Kapelle.

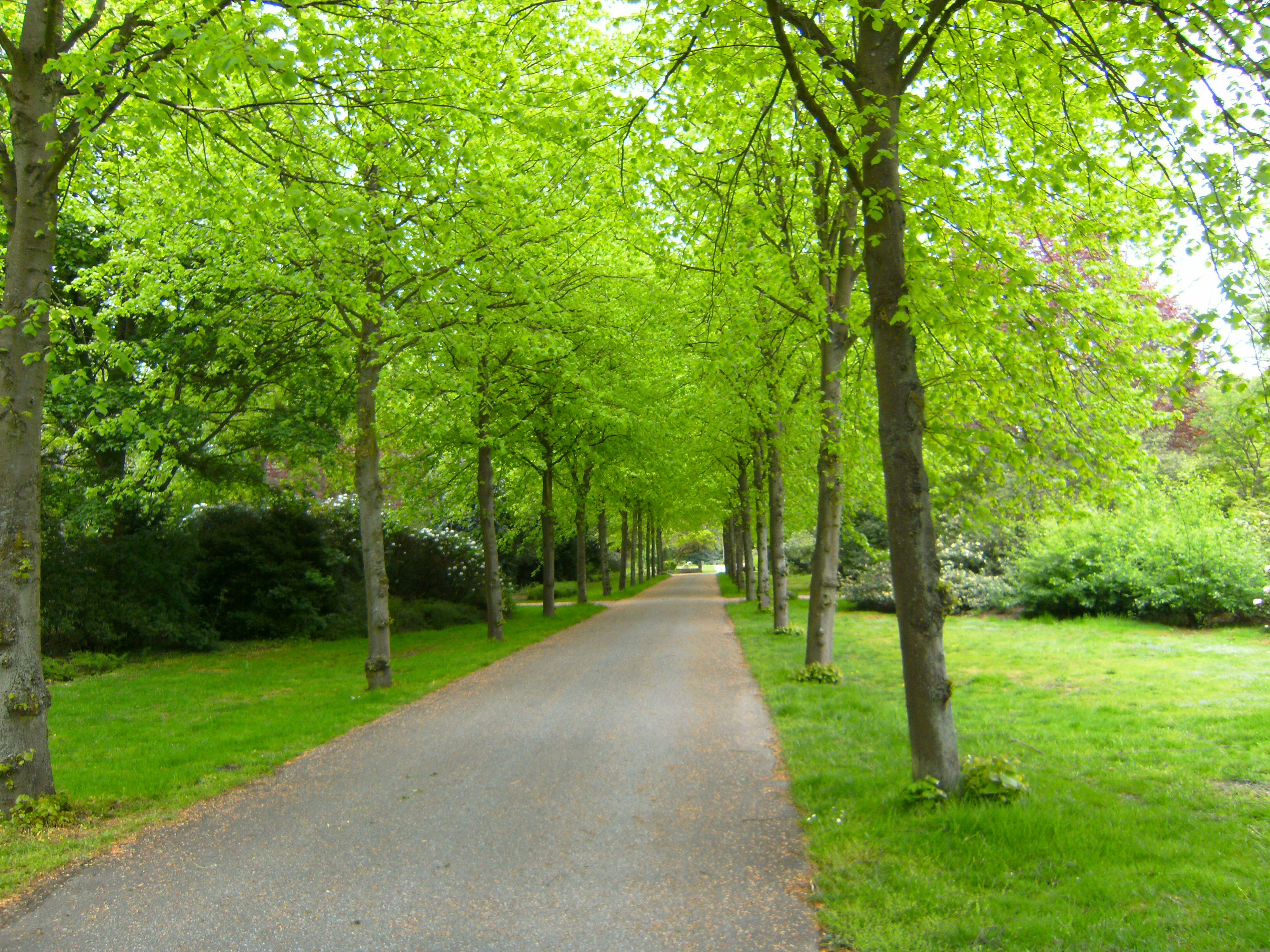
Hamburg-Wilhelmsburg, Friedhof Finkenriek: Südlicher Teil. West-Ost-Allee.

Der Friedhof Finkenriek ist ein städtischer Parkfriedhof auf der Elbinsel Hamburg-Wilhelmsburg. Seit dem 1. Januar 2025 ist er Teil der Hamburger Friedhöfe AöR. 

## Lage
Der Friedhof befindet sich im Süden der Elbinsel und grenzt an die Süderelbe. Er wird durch den Finkenrieker Hauptdeich geschützt. Er befindet sich in der Nähe der A 1 Autobahnausfahrt Stillhorn.

## Gestaltung

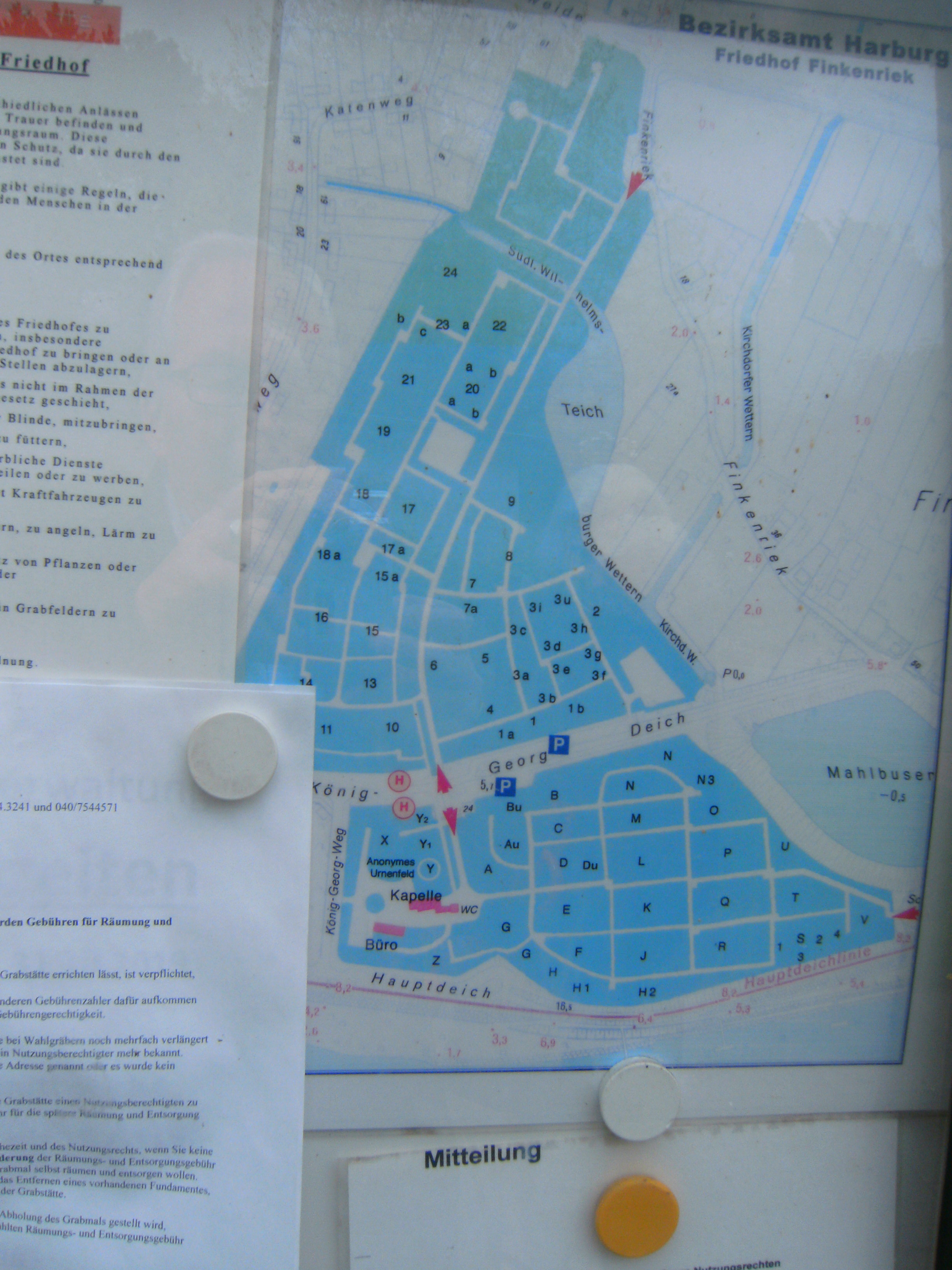
Hamburg-Wilhelmsburg, Friedhof Finkenriek: Südlicher und nördlicher Teil. Lageplan.

Der Friedhof wurde 1957 eröffnet. Der südliche alte Friedhofs-Teil mit der Kapelle und der nördliche neue Teil sind durch die Straße König-Georg-Deich getrennt.
Am Glockenturm der Kapelle erinnerte bis zu seinem Diebstahl durch Metalldiebe ein Relief aus schwarzem Metall an die Flutopfer. Die Inschrift lautete: „Im Andenken an alle die ihr Leben verloren um andere zu retten – Sturmflut im Februar 1962“.
Mit 360 Erd- und Urnenbeisetzungen und 8.500 Grabstellen ist er der größte Friedhof der Elbinsel. Im Norden des neuen Teils, in den Grabfeldern 25–27, befinden sich die muslimischen Grabfelder. Die Gräberfelder des südlichen Teils werden durch eine West-Ost-Allee erschlossen, die Gräberfelder des nördlichen Teils durch eine Süd-Nord-Achse.

## Muslimisches Wasch- und Gebetshaus

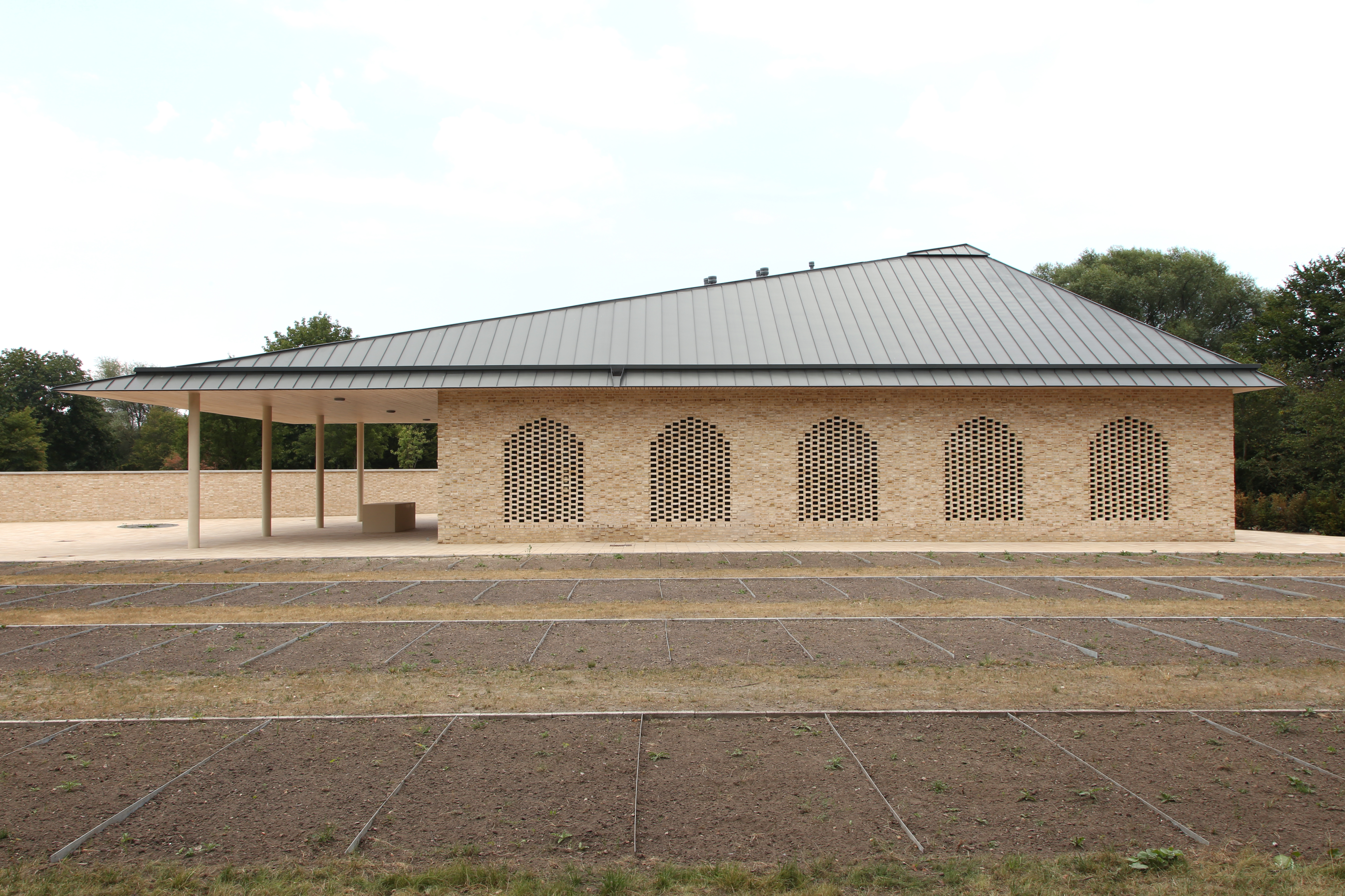
Muslimisches Wasch- und Gebetshaus von Medine Altiok

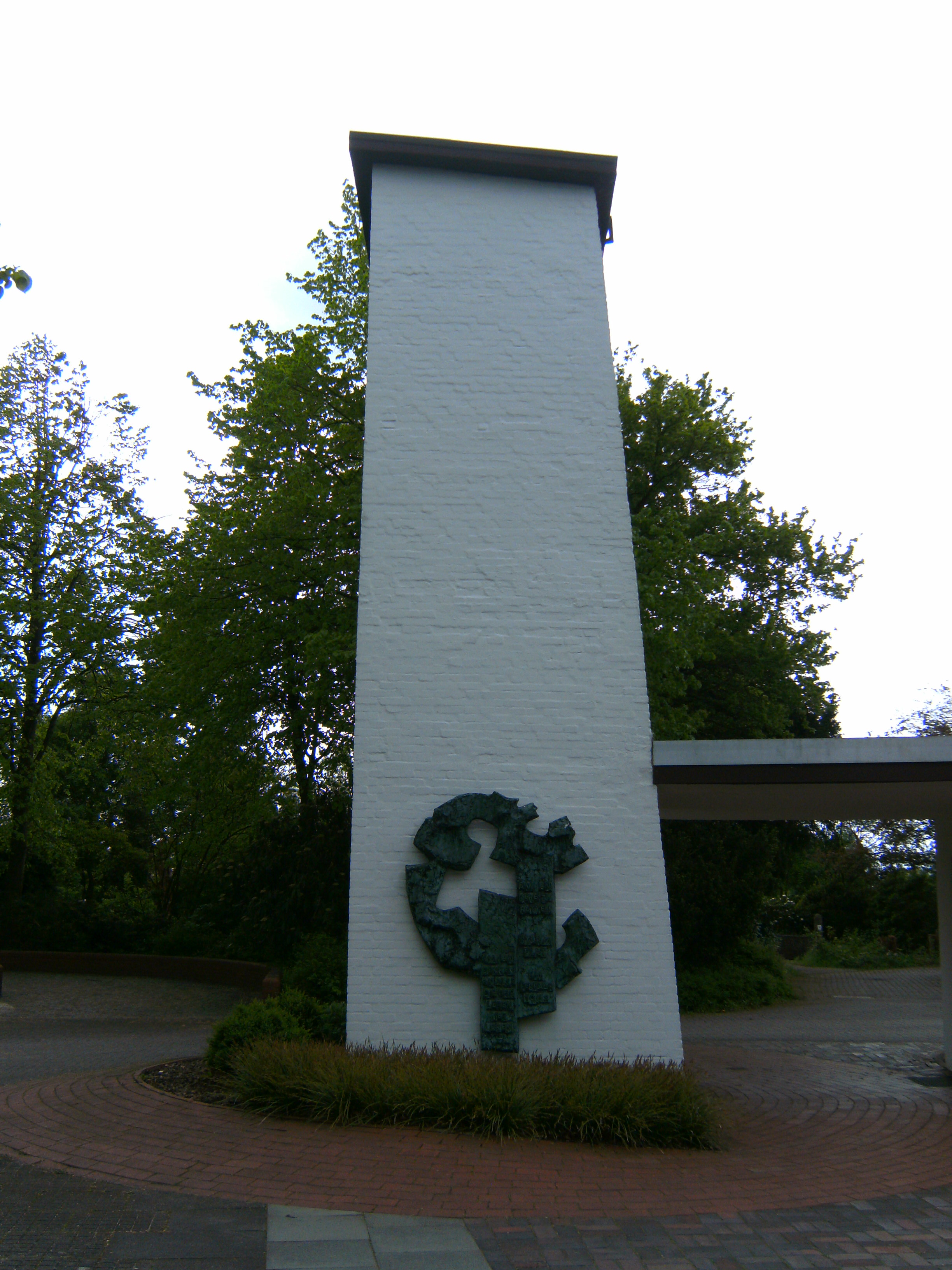
Freistehender Turm der Kapelle mit dem inzwischen gestohlenen Flutopferdenkmal zum Gedenken an die Helfer und Opfer der Sturmflut 1962

Der Friedhof wurde 2020 um ein muslimisches Gräberfeld und ein Wasch- und Gebetshaus erweitert, damit Bestattungen nach muslimischem Ritus durchgeführt werden können. Den Neubau hat die muslimische Architektin Medine Altiok (Zürich) entworfen. Sie stimmte sich dabei mit verschiedenen Vertretern und Imamen der muslimischen Gemeinden in Hamburg-Wilhelmsburg ab.
Die Grabfelder sowie das Wasch- und Gebetshaus sind in Gebetsrichtung nach Mekka ausgerichtet. Außerdem war Altiok wichtig, dass der Gebetsraum in „alle Richtungen neutral bleiben“ sollte. Das Gebäude verfügt über einen Waschraum für die rituelle Waschung, einen Gebetsraum, zwei Warteräume, zwei Sanitärräume und einen überdachten Bereich mit einem Totenstein für das Verabschiedungsgebet der Toten. Zwei gleichwertige Eingänge führen in das Gebäude, getrennt für Frauen und Männer. Sie wurden in die Fassade zurückversetzt, um den getreppten Boden deutlicher hervorzuheben. Altiok wollte damit die „zurückhaltende und abstrakte Ornamentik“ betonen. Mit einem Vorhang kann der Gebetsraum in zwei Bereiche geteilt werden. Über eine dritte Tür können  Särge vom Waschraum zur Musallā gebracht werden.
Als Vorbild für die Architektur des Wasch- und Gebetshauses dienten Maschrabiyyas und geometrische und florale Muster, die in der traditionellen Islamischen Architektur in Moscheen, in Wohnhäusern und in Palästen zum Einsatz kamen. Im Innenraum ist in der Decke des Waschraumes und des Gebetsraumes jeweils eine Kuppel eingearbeitet. Die Eindeckung des Daches erfolgte mit Zink.
Für das muslimische Gräberfeld sind drei Ausbaustufen geplant. In der ersten Etappe wurden 104 Grabfelder angelegt. In der ersten Ausbaustufe wurde ein ehemaliger Lagerplatz genutzt, auf dem es noch keine Gräber gegeben hat. Bei den weiteren Ausbaustufen würde der Boden bis zu zwei Meter tief ausgetauscht, damit Bestattungen in „unberührter“ Erde möglich werden.